# Cis-1,2-diidrobenzene-1,2-diolo deidrogenasi
La cis-1,2-diidrobenzene-1,2-diolo deidrogenasi è un enzima appartenente alla classe delle ossidoreduttasi, che catalizza la seguente reazione:
cis-1,2-diidrobenzene-1,2-diolo + NAD+ ⇄ catecolo + NADH + H+